# Пътни знаци в България
Пътните знаци в Република България се въвеждат със Закона за движение по пътищата и се регулират от:
- Правилник за прилагане на Закона за движение по пътищата, приет с Постановление на Министерски съвет;[1][2]
- Наредба № РД-02-21-1 от 23.11.2023 г. за сигнализация на пътищата с пътни знаци (ДВ, бр. 101 от 05.12.2023 г. влиза в сила 05.08.2024 г.) [3]

И двата нормативни документа са съгласувани с Виенската конвенция за пътните знаци и сигнали (1968 г.), която е ратифицирана от България на 28 декември 1978. (Тази конвенция не е публикувана в Държавен вестник). Понастоящем (юли 2025) между двата документа съществуват известни разлики по отношение на пътните знаци.

## Класификация
Пътните знаци се разделят на следните категории:
1. предупредителни за опасност – група „А“;
2. с предписания за участниците в движението:
  1. група „Б“ – относно предимството;
  2. група „В“ – за въвеждане на забрана и за отменяне на въведена забрана;
  3. група „Г“ – със задължителни предписания;
  4. група „Д“ – със специални предписания;
3. указателни:
  1. група „Е“ – даващи допълнителна информация;
  2. група „Ж“ – за направления, посоки, обекти и др.;
4. допълнителни табели – група „Т“.

Съгласно горепосочената Наредба №18 съществуват и други средства за сигнализиране на пътя. Те имат номерация започваща със „С“. Понякога грешно се споменават като пътни знаци група „С“.

## Характеристики

### Стандартизация
Пътните знаци в България трябва да отговарят на БДС 1517:2020 „Пътни знаци. Размери и шрифт“ и на БДС EN 12899 „Неподвижно закрепени вертикални пътни знаци“.

### Форма, размери, цвят и символи
Пътните знаци имат определени форма, размери, цвят и символи. Размерите им трябва да бъдат такива, че да са видими и лесноразбираеми както през деня, така и през нощта. При необходимост надписите в пътните знаци може да бъдат повторени с латински букви. Пътните знаци от групи „А“, „Б“, „В“, „Г“, „Д“ и допълнителните средства за сигнализиране от група „С“, когато се поставят на пътни участъци с концентрация на пътнотранспортни произшествия, могат да имат допълнителен контур или правоъгълна основа с жълтозелен флуоресцентен светлоотразителен фон. Когато пътни знаци от тези групи се използват при временна организация и безопасност на движението по пътя поради строителство или ремонт, дейности по поддържане, аварийни ситуации и други подобни, допълнителният контур или правоъгълната основа могат да имат жълт флуоресцентен светлоотразителен фон. Пътните знаци от групи „Ж“ и „Т“, използвани при временна организация и безопасност на движението по пътя поради строителство или ремонт, дейности по поддържане, аварийни ситуации и други подобни, могат да имат жълт фон. Символите в отделен пътен знак периодично може да се променят. При изобразяването на пътни знаци с помощта на светещи елементи се допуска тъмният цвят да бъде заменен със светъл, като съответно светлият цвят бъде заменен с тъмен. Червеният цвят не може да бъде променян. Пътните знаци трябва да бъдат светлоотразяващи.

### Шрифт
Използваният шрифт за пътните знаци в България е SNV (познат също и под съкращението VSS). Шрифтът е разработен през 1972 г. от Асоциацията на пътните експерти в Швейцария (англ. Association of Swiss Road Traffic Experts). Възприет е в няколко европейски държави. В Западна Европа се ползва в Белгия и Люксембург, в Източна Европа – в България, Румъния, държавите от бивша Югославия – Сърбия, Хърватия, Босна и Херцеговина, Черна гора, Словения и Северна Македония. В Швейцария този шрифт е използван до 2003 г., след което е заменен с „ASTRA-Frutiger“.

## Поставяне
Пътните знаци се поставят от дясната страна на пътя срещу посоката на движението така, че да бъдат лесно разпознавани и своевременно възприемани от участниците в движението. Всеки знак, поставен отдясно, може да бъде повторен над или на другата страна на пътя, когато местните условия са такива, че съществува опасност той да не бъде забелязан своевременно. При необходимост пътните знаци се поставят на островите върху платното за движение и в разделителната ивица на път с отделни платна за движение.
Пътните знаци се поставят така, че да не пречат на движението на превозните средства и на пешеходците. Те не трябва да се закриват един друг или от други препятствия, съоръжения или принадлежности в обхвата на пътя. Пътните знаци се поставят на такова разстояние един от друг, че водачите да могат да извършат действията, изисквани от тях, своевременно и безопасно. На едно и също място може да се поставят не повече от два различни пътни знака и 2 допълнителни табели – по една под всеки знак. По изключение в населените места може да се поставят на едно място до 3 различни пътни знака. Това не се отнася за пътните знаци от група „Ж“. Пътните знаци се поставят един под друг, а когато са над платното за движение – един до друг, при спазване от горе надолу или от ляво надясно на следния ред: предупредителен – група „А“, с предписание – групи „В“, „Г“ и „Д“, указателен – групи „Е“ и „Ж“. Пътните знаци относно предимството – група „Б“, се поставят винаги отгоре или отляво. В останалите случаи – при 2 пътни знака от една и съща група, знакът с по-голямо значение за безопасността на движението се поставя отгоре или отляво. При необходимост пътните знаци се поставят на преносими стойки върху платното за движение. В този случай участниците в движението спазват тези пътни знаци дори тогава, когато те противоречат на светлинните сигнали и на останалите пътни знаци.

## Валидност
Пътният знак, поставен отдясно, е валиден за цялата широчина на частта от платното за движение, предназначена за движение в съответната посока. С допълнителна табела валидността на някои знаци може да бъде ограничена само за една пътна лента от платното за движение. Пътни знаци, чието действие се ограничава само до определени часове или дни, могат да бъдат видими само тогава, когато е валидна съдържащата се в тях информация.

## Действащи пътни знаци

### Група „А“ – Предупредителни пътни знаци за опасност
Предупредителните пътни знаци за опасност имат формата на равностранен триъгълник, една от страните на който е разположена хоризонтално, а срещуположният ѝ връх – вертикално над нея. Знаците имат бял фон, червена гранична ивица и символи в черен цвят, като знак А23 е с жълт фон, а знак А40 – с жълтозелен флуоресцентен фон. Различно оформление имат пътни знаци: А24, А34.1, А34.2, А35.1, А35.2 и А35.3.
Тези пътни знаци са изработени от високоефективно светлоотразително фолио и са с високи технологични параметри. Имат различни типоразмери от I до IV типоразмер – от 600 mm до 1200 mm.
Предупредителните пътни знаци за опасност имат следните изображения и наименования:
| Номер на знака | Изображение | Название                                                | Пояснение |
| -------------- | ----------- | ------------------------------------------------------- | --- |
| А1             |             | Опасен завой надясно                                    | Закръгляване от пътя с малък радиус или с ограничена видимост вдясно. Водачът трябва да помни, че маневри като изпреварване, завиване и заден ход са забранени на такива участъци. Той е длъжен да намали скоростта, за да шофира безопасно по кривата. |
| А2             |             | Опасен завой наляво                                     | Закръгляване от пътя с малък радиус или с ограничена видимост вляво. Водачът трябва да помни, че маневри като изпреварване, завиване и заден ход са забранени на такива участъци. Той е длъжен да намали скоростта, за да шофира безопасно по кривата. |
| А3             |             | Последователни опасни завои, първият от които е надясно | Предупреждавайте за приближаване към участък от пътя с два опасни завоя, следващи един след друг. Водачът трябва да помни, че маневри като изпреварване, завиване и заден ход са забранени на такива участъци. Той е длъжен да намали скоростта, за да шофира безопасно по кривата. |
| А4             |             | Последователни опасни завои, първият от които е наляво  | Предупреждавайте за приближаване към участък от пътя с два опасни завоя, следващи един след друг. Водачът трябва да помни, че маневри като изпреварване, завиване и заден ход са забранени на такива участъци. Той е длъжен да намали скоростта, за да шофира безопасно по кривата. |
| А5             |             | Стръмен наклон при спускане                             | Означен е в проценти. Може да се наложи водачът да използва спирачка или да превключи на по-ниска предавка. Ако наклонът е маркиран със знаци А5 или А6, тогава в случай на затруднено преминаване, водачът, който се движи надолу по наклона, трябва да отстъпи предимство на насрещно движещия се нагоре. |
| А6             |             | Стръмен наклон при изкачване                            | Означен е в проценти. Може да се наложи водачът да увеличи скоростта или да превключи на по-ниска предавка. |
| А7             |             | Платно за движение, стеснено от двете страни            | Водачът, движещ се по крайната (свършваща) лента, при преминаване в друга трябва да е готов да отстъпи място на превозни средства, които се движат, без да сменят лентата. |
| А8             |             | Платно за движение, стеснено отдясно                    | Водачът, движещ се по крайната (свършваща) лента, при преминаване в друга трябва да е готов да отстъпи място на превозни средства, които се движат, без да сменят лентата. |
| А9             |             | Платно за движение, стеснено отляво                     | Водачът, движещ се по крайната (свършваща) лента, при преминаване в друга трябва да е готов да отстъпи място на превозни средства, които се движат, без да сменят лентата. |
| А10            |             | Подвижен мост или ферибот                               | Когато влиза във ферибота, шофьорът е длъжен да следвате инструкциите на дежурния оператор на ферибота, позволявайки на превозни средства, напускащи ферибота, да преминат. Той трябва да е готов да спре пред подвижен мост или ферибот, ако входът към моста или ферибота е затворен. Този знак се дублира само извън населеното място, вторият знак е монтиран на разстояние най-малко 50 м преди началото на опасния участък. |
| А11            |             | Пътят води до кей или бряг                              | Извън населени места пътен знак А11 задължително се повтаря на разстояние не по-малко от 50 м преди опасността. |
| А12            |             | Неравности по платното за движение                      | Участък от пътя, който има неравности на пътното платно (вълнообразност, дупки, неправилни кръстовища с мостове и др.). На водача се препоръчва да намали скоростта. |
| А13            |             | Изкуствени неравности по платното за движение           | Предупреждава за изкуствени неравности („лежащи полицаи“) по пътя. Шофьорът трябва да намали скоростта. |
| А14            |             | Опасен пътен банкет                                     | Участъкът от пътя, където излизането отстрани на пътя е опасно. Шофьорът трябва внимателно да следи размерите на автомобила, за да предотврати преминаването му встрани. |
| А15            |             | Опасност от хлъзгане                                    | Водачът трябва да намали скоростта и да бъде подготвен за плъзгане. |
| А16            |             | Възможно е изхвърляне на малки камъни                   | Участък от пътя, на който е възможно да се изхвърлят чакъл, трошен камък и други подобни под колелата на превозните средства. На шофьора се препоръчва да забави скоростта, за да избегне повреда от камъчета на своите и други превозни средства. |
| А17            |             | Опасност от срутване или наличие на паднали камъни      | Участък от пътя, по който са възможни свлачища и падащи камъни. На шофьора се препоръчва да забави скоростта и с повишено внимание да следи пътното платно и зоната около него, за да избегне повреда на превозното средство от камъни, земна маса или тиня. |
| А18            |             | Пешеходна пътека                                        | Предупреждава за пешеходна пътека, обозначена със знак Д17 и (или) маркировка М.8 и (или) М.8.1. Водачът трябва да е готов да спре при необходимост, за да позволи на пешеходците да преминат. |
| А19            |             | Деца                                                    | Участък от пътя, на пътното платно на който могат да се появят деца, обикновено в близост до детско заведение (училище, детска градина и др.). Шофьорът трябва да е готов да спре, за да позволи на децата да пресичат пътя. Извън населени места пътен знак А19 задължително се повтаря на разстояние не по-малко от 50 м преди опасността. |
| А20            |             | Велосипедисти                                           | Предупреждава за движение на велосипедисти, в частност за близка или пресичаща велосипедна или вело-пешеходна пътека. Шофьорът трябва да е готов да спре, за да може велосипедистите да преминат. |
| А21            |             | Възможна е поява на домашни животни                     | Водачът трябва да е готов да избегне удар с внезапно появили се на пътя животни. |
| А22            |             | Възможна е поява на диви животни                        | Водачът трябва да е готов да избегне удар с внезапно появили се на пътя животни. |
| А23            |             | Участък от пътя в ремонт                                | Предупреждава за пътни работи. Водачът трябва да е подготвен за промяна в модела на движение, появата на превозни средства на пътни услуги на пътното платно, работници и т.н. Този знак е с ограничена валидност. |
| А24            |             | Светофар                                                | Символът в пътен знак А24 се състои от 3 кръга с червен, жълт и зелен цвят, разположени един под друг. |
| А25            |             | Кръстовище на равнозначни пътища                        | Може да бъде оборудвано с пешеходна пътека. Водачът трябва да е готов да отстъпи място на всякакви превозни средства, приближаващи се отдясно и пешеходци. |
| А26            |             | Кръстовище с път без предимство                         | Предупреждава за близостта на кръстовища с по-малко натоварени пътища едновременно отдясно и отляво. Поставя се само извън населени места, когато на пресичаните пътища са поставени пътни знаци Б1 или Б2 да осигурят предимство. |
| А27            |             | Кръстовище с път без предимство отдясно                 | Предупреждава за близостта на кръстовище с по-малко натоварен път отдясно. Поставя се само извън населени места, когато на пресичаните пътища са поставени пътни знаци Б1 или Б2 да осигурят предимство. |
| А28            |             | Кръстовище с път без предимство отляво                  | Предупреждава за близостта на кръстовище с по-малко натоварен път отляво. Поставя се само извън населени места, когато на пресичаните пътища са поставени пътни знаци Б1 или Б2 да осигурят предимство. |
| А29            |             | Кръстовище с кръгово движение                           | Предупреждава за приближаване до кръгово кръстовище. Движението в кръга е обратно на часовниковата стрелка. На водача се препоръчва да намали скоростта, да бъде готов да отстъпи място на превозни средства, които имат предимство. |
| А30            |             | Двупосочно движение                                     | Поставя се пред пътен участък, където от пътно платно с еднопосочно движение се преминава в пътно платно с двупосочно движение. Когато платно за еднопосочно движение с дължина, по-голяма от 500 м, се използва временно за двупосочно движение, знакът се повтаря на интервали не по-големи от 500 м. Водачът трябва да е подготвен за насрещни превозни средства. |
| А31            |             | Пресичане на трамвайна линия                            | Поставя се на път, който се пресича с трамвайна линия. Предупреждава за приближаване до кръстовище с трамвайни линии извън кръстовище или пред кръстовище с ограничена видимост на трамвайни линии (по-малко от 50 m). Шофьорът трябва да е готов да спре, за да даде път на трамвая. |
| А32            |             | Железопътен прелез с бариери                            | Намалява се скоростта. При спусната бариера се спира и се изчаква преминаването на влак. При вдигната бариера водачът оглежда жп линията вляво и вдясно и ако не идва влак, преминава с повишено внимание на една предавка без да превключва на друга. |
| А33            |             | Железопътен прелез без бариери                          | Поставя се в населено място на разстояние 50 – 100 метра, извън населени места на 150 – 300 m преди прелеза. Знакът се дублира само извън населеното място, вторият знак е инсталиран на разстояние не по-малко от 50 m преди прелеза. |
| А34.1          |             | Железопътен прелез с един коловоз                       | Поставя се непосредствено пред железопътните прелези. |
| А34.2          |             | Железопътен прелез с два или повече коловоза            | Поставя се непосредствено пред железопътните прелези. |
| А35.1          |             | Бализ                                                   | Поставя се на 240 м преди опасността – железопътен прелез, подвижен мост или ферибот. Над пътен знак А35.1 в зависимост от естеството на опасността задължително се поставят пътни знаци А10, А11 и А32 или А33. (Думата "бализ" е заета от френски - balise, означава знак, маркировка.) |
| А35.2          |             | Бализ                                                   | Поставя се на 160 м преди опасността – железопътен прелез, подвижен мост или ферибот. |
| А35.3          |             | Бализ                                                   | Поставя се на 80 м преди опасността – железопътен прелез, подвижен мост или ферибот. |
| А36            |             | Възможно е ниско прелитане на самолети                  | Инсталиран се в близост до летища. Предупреждава за нисколетящи самолети, внезапната поява на които може да изплаши водача или да създаде бурен поток над пътния участък. Необходимо е да намалите скоростта и да останете възможно най-близо до центъра на окупираната лента, така че в случай на порив да не се озовете отстрани на пътя или в идващата лента. |
| А37            |             | Възможна е поява на силен страничен вятър               | Предупреждава за силни напречни ветрове. Необходимо е да намалите скоростта и да останете възможно най-близо до центъра на заетата лента, така че в случай на порив да не се озовете отстрани на пътя или в идващата лента. |
| А38            |             | Тунел                                                   | Тунел без изкуствено осветление или тунел с ограничена видимост на входния портал. Преди да влезете в тунела, трябва да включите къси или дълги светлини на фаровете (така че ако осветлението в тунела е изключено, да не се озовете с движеща се кола в тъмно пространство). |
| А39            |             | Внимание! Други опасности                               | Използва се за сигнализиране на опасности, за които не са предвидени специални пътни знаци. - Знак А39 с поставена под него табела Т6 със символ на влак предупреждава за приближаване към железопътен прелез, където движението на влакови композиции се извършва с много ниска скорост. В този случай, когато през прелеза преминава влак, пътното движение се регулира със сигнали, подавани от железопътен служител, придружаващ влака. - В останалите случаи под пътен знак А39 се поставя допълнителна табела Т17, на която с текст или разбираем символ се дава информация за опасността. |
| А40            |             | Участък с концентрация на пътнотранспортни произшествия | Необходимо е повишено внимание, препоръчва се намаляване на скоростта. Фонът на пътен знак А40 е с жълтозелен флуоресцентен фон. Знакът е въведен с ДВ бр.13/2015 г. |
| А41            |             | Образувано задръстване                                  | Използва се за сигнализиране на пътни участъци, в които се е образувало задръстване, което водачите може да не забележат своевременно. Поставя се и при ремонти. Ако е възможно, трябва да изберете различен път на движение. Знакът е въведен с ДВ, бр. 13 / 2020 г. |
| А42            |             | Намалена видимост                                       | Използва се за сигнализиране на участъци с намалена видимост поради мъгла, дъжд, снеговалеж, задимяване, запрашаване или други подобни условия. Знакът е въведен с ДВ, бр. 13 / 2020 г. |
| А43            |             | Настъпило пътнотранспортно произшествие                 | Използва се за сигнализиране на настъпила катастрофа, която създава опасност или затруднение за движението. Знакът е въведен с ДВ, бр. 13 / 2020 г. |

Извън населените места предупредителните пътни знаци за опасност се поставят на разстояние от 100 до 150 м преди началото на опасния участък, а в населени места – на разстояние от 50 до 100 м. При необходимост знаците се поставят на друго разстояние, което се указва с допълнителна табела Т1. При необходимост от предупреждаване за опасност по дълъг пътен участък разстоянието до края на участъка се означава с допълнителна табела Т2.
Пътни знаци А35.1, А35.2 и А35.3 указват разстоянието от мястото, където са поставени, до железопътен прелез, подвижен мост или ферибот.
Предупредителните пътни знаци за опасност се повтарят при необходимост.

### Група „Б“ – Пътни знаци относно предимството
Тези пътни знаци са изработени от високоефективно светлоотразително фолио и са с високи технологични параметри. Различни типоразмери от I до IV типоразмер – от 450 mm до 900 mm.
| Номер на знака | Изображение | Название                                                | Пояснение |
| -------------- | ----------- | ------------------------------------------------------- | --- |
| Б1             |             | Пропусни движещите се по пътя с предимство              | Път без предимство. Водачът трябва да отстъпи място на превозни средства, движещи се по пресечения път, а ако има знак Т13 – по главния път. За знак Б1 I типоразмер е 600 mm. |
| Б2             |             | Спри! Пропусни движещите се по пътя с предимство!       | Наричан е още знак „Стоп“. Спирането е задължително. Знак Б2 може да бъде инсталиран пред железопътен прелез или контролен пост. В тези случаи водачът трябва да спре пред линията за спиране, а при нейно отсъствие – пред знака.                                                                               |
| Б3             |             | Път с предимство                                        | Осигурява предимство пред всички останали пътища. |
| Б4             |             | Край на пътя с предимство                               | Отменя знак Б3. |
| Б5             |             | Пропусни насрещно движещите се пътни превозни средства! | Разминаването е забранено. Няма предимство пред насрещно движещите се пътни превозни средства. Изчаква се те първи да преминат през тесния участък от пътя. Ако насреща се движи мотоциклет без кош или велосипед и е възможно да се разминете с него в тясната зона, тогава можете да продължите да се движите. |
| Б6             |             | Премини, ако пътят е свободен!                          | Осигурява предимство при разминаване пред насрещно движещите се пътни превозни средства. Шофьорът има право първи да мине тесния участък от пътя. |

### Група „В“ – Пътни знаци за въвеждане на забрана и отменяне на въведена забрана
Пътните знаци за въвеждане на забрана имат формата на кръг с бял фон, с гранична червена ивица и със символи в черен цвят. Пътни знаци В14, В21, В22, В23 и В30 имат червена лента, диаметрално разположена от горния ляв към долния десен квадрант. Различно оформление имат пътни знаци В1, В13, В27 и В28. Пътните знаци за отменяне на въведена забрана В31, В32, В33 и В34 имат формата на кръг с бял фон, с черна гранична ивица, черни символи и с три успоредни черни ленти от горния десен към долния ляв квадрант.
Пътните знаци за въвеждане на забрана и за отменяне на въведена забрана имат следните изображения и наименования:
| Номер на знака | Изображение | Название | Пояснение |
| -------------- | ----------- | --- | --- |
| В1             |             | Забранено е влизането на пътни превозни средства | Пътен знак В1 има формата на кръг с червен фон и бяло правоъгълно поле, разположено хоризонтално в центъра. Забраната не се отнася за пътните превозни средства, които извършват обществен превоз на пътници по утвърден от съответните власти маршрут. |
| В2             |             | Забранено е влизането на пътни превозни средства в двете посоки | Забраната, въведена с пътен знак В2 не се отнася за пътните превозни средства, които: 1) извършват обществен превоз на пътници по утвърден от съответните власти маршрут; 2) са собственост на лица, живеещи в зоната, в която е въведена забраната; 3) по утвърден от съответните власти ред обслужват обекти с местонахождение в пътните участъци, където е въведена забраната. |
| В3             |             | Забранено е влизането на моторни превозни средства, с изключение на мотоциклети без кош и мотопеди                                                                                                  | Забраната, въведена с пътен знак В3 не се отнася за пътните превозни средства, които: 1) извършват обществен превоз на пътници по утвърден от съответните власти маршрут; 2) са собственост на лица, живеещи в зоната, в която е въведена забраната; 3) по утвърден от съответните власти ред обслужват обекти с местонахождение в пътните участъци, където е въведена забраната (по отношение на престоя). |
| В4             |             | Забранено е влизането на товарни автомобили | Под символите в пътни знаци В4, В5 и В6 с число може да се укаже масата в тонове. В този случай забраната се отнася само за превозни средства или състав от пътни превозни средства, чиято маса с товар надвишава указаното число. |
| В5             |             | Забранено е влизането на моторни превозни средства с ремаркета, освен с полуремаркета или единични едноосни ремаркета                                                                               | Под символите в пътни знаци В4, В5 и В6 с число може да се укаже масата в тонове. В този случай забраната се отнася само за превозни средства или състав от пътни превозни средства, чиято маса с товар надвишава указаното число. |
| В6             |             | Забранено е влизането на моторни превозни средства с ремаркета | Под символите в пътни знаци В4, В5 и В6 с число може да се укаже масата в тонове. В този случай забраната се отнася само за превозни средства или състав от пътни превозни средства, чиято маса с товар надвишава указаното число. |
| В7             |             | Забранено е влизането на трактори и самоходни машини | |
| В8             |             | Забранено е влизането на мотоциклети и мотопеди | |
| В9             |             | Забранено е влизането на велосипеди | |
| В10            |             | Забранено е влизането на пътни превозни средства, теглени от животни | |
| В11            |             | Забранено е влизането на колички за превоз на товари, теглени или бутани от хора | |
| В12            |             | Забранено е влизането на пешеходци | |
| В13            |             | Забранено е влизането на пътни превозни средства, обозначени с опознавателен знак – „Опасни товари“                                                                                                 | Символът в пътен знак В13 е в черен и оранжев цвят. Забраната на този знак се отнася за пътни превозни средства, обозначени с опознавателен знак „Опасен товар“. |
| В14            |             | Забранено е влизането на изобразените пътни превозни средства | Забраната по отношение на престоя не се отнася за пътни превозни средства, обслужващи лица, притежаващи документ за инвалидност. |
| В15            |             | Забранено е влизането на пътни превозни средства с широчина, включително и товара, по-голяма от означената.                                                                                         | Знакът се повтаря и на най-близкото кръстовище преди мястото, за което се отнася забраната, като разстоянието до него се указва с допълнителна табела Т1. |
| В16            |             | Забранено е влизането на пътни превозни средства с височина, включително и товара, по-голяма от означената.                                                                                         | Знакът се повтаря и на най-близкото кръстовище преди мястото, за което се отнася забраната, като разстоянието до него се указва с допълнителна табела Т1. |
| В17            |             | Забранено е влизането на пътни превозни средства или състав от пътни превозни средства с дължина, включително и товара, по-голяма от означената.                                                    | Знакът се повтаря и на най-близкото кръстовище преди мястото, за което се отнася забраната, като разстоянието до него се указва с допълнителна табела Т1. |
| В18            |             | Забранено е влизането на пътни превозни средства с маса с товар, по-голяма от означената. | Знакът се повтаря и на най-близкото кръстовище преди мястото, за което се отнася забраната, като разстоянието до него се указва с допълнителна табела Т1. |
| В19            |             | Забранено е влизането на пътни превозни средства с натоварване на която и да е от осите, по-голямо от означеното.                                                                                   | Знакът се повтаря и на най-близкото кръстовище преди мястото, за което се отнася забраната, като разстоянието до него се указва с допълнителна табела Т1. |
| В20            |             | Забранено е движението на пътни превозни средства едно след друго на разстояние, по-малко от означеното.                                                                                            | Забраната важи до следващото кръстовище или до знак, който я отменя, или на разстояние, указано с допълнителна табела Т2. |
| В21            |             | Забранено е завиването надясно | Забраните, въведени с пътни знаци В21, В22 и В23 не се отнася за пътните превозни средства, които извършват обществен превоз на пътници по утвърден от съответните власти маршрут. |
| В22            |             | Забранено е завиването наляво | Забраните, въведени с пътни знаци В21, В22 и В23 не се отнася за пътните превозни средства, които извършват обществен превоз на пътници по утвърден от съответните власти маршрут. Изображението на знака е променено с ДВ бр.18/2004 г. Предната версия на знака е показана тук: |
| В23            |             | Забранено е завиването в обратна посока | Забраните, въведени с пътни знаци В21, В22 и В23 не се отнася за пътните превозни средства, които извършват обществен превоз на пътници по утвърден от съответните власти маршрут. |
| В24            |             | Забранено е изпреварването на моторни превозни средства, с изключение на мотопеди и мотоциклети без кош.                                                                                            | Забраната важи до следващото кръстовище или до знак, който я отменя, или на разстояние, указано с допълнителна табела Т2. |
| В25            |             | Забранено е изпреварването от товарни автомобили, с максимално допустима маса над 3,5 тона, на моторни превозни средства, с изключение на мотопеди и мотоциклети без кош.                           | Забраната важи до следващото кръстовище или до знак, който я отменя, или на разстояние, указано с допълнителна табела Т2. |
| В26            |             | Забранено е движение със скорост, по-висока от означената | Забраната важи до следващото кръстовище или до знак, който я отменя, или на разстояние, указано с допълнителна табела Т2. |
| В27            |             | Забранени са престоят и паркирането | Пътен знак В27 има син фон, червена гранична ивица и две червени ленти, диаметрално разположени съответно от горния ляв към долния десен квадрант и от горния десен към долния ляв квадрант. Знак В27 може да се поставя и успоредно на оста на пътя. Забраната по отношение на престоя не се отнася за пътните превозни средства, които извършват обществен превоз на пътници по утвърден от съответните власти маршрут. В27 не се отнася за пътни превозни средства, превозващи болни до или от здравно заведение, за времето, необходимо за слизане или качване на болния. |
| В28            |             | Забранено е паркирането | Пътен знак В28 има син фон, червена гранична ивица и червена лента, диаметрално разположена от горния ляв към долния десен квадрант. Знак В28 може да се поставя и успоредно на оста на пътя. Забраната не се отнася за пътни превозни средства, обслужващи лица, притежаващи документ за инвалидност. Забраната по отношение на престоя не се отнася за пътните превозни средства, които извършват обществен превоз на пътници по утвърден от съответните власти маршрут. |
| В29            |             | Забранено е преминаването без спиране | В горната половина на знака се поставя надпис „Митница“, „Контрола“, „Плащане“, „Полиция“ и др., който указва конкретната причина, наложила спирането. В долната половина на знака надписът се повтаря, изписан на френски език. |
| В30            |             | Забранена е употребата на звуков сигнал | Пътен знак В30 забранява употребата на звуков сигнал освен в случаите, когато е необходимо да се предотврати пътнотранспортно произшествие. Забраната важи до следващото кръстовище или до знак, който я отменя, или на разстояние, указано с допълнителна табела Т2. |
| В31            |             | Край на въведената с пътен знак забрана за изпреварване на моторни превозни средства, с изключение на мотопеди и мотоциклети без кош                                                                | |
| В32            |             | Край на въведената с пътен знак забрана за изпреварване от товарни автомобили с максимално допустима маса над 3,5 тона на моторни превозни средства, с изключение на мотопеди и мотоциклети без кош | |
| В33            |             | Край на въведената с пътен знак забрана за движение със скорост, по-висока от означената | |
| В34            |             | Край на забраните, въведени с пътни знаци | |

Пътните знаци за въвеждане на забрана се поставят непосредствено пред местата или участъците от пътя, за които се отнася тази забрана. Когато знак за въвеждане на забрана е поставен заедно с предупредителен пътен знак за опасност, въведената забрана важи до края на пътния участък, за който се отнася опасността.

### Група „Г“ – Пътни знаци със задължителни предписания
Пътните знаци със задължителни предписания имат формата на кръг със син фон и символи в бял цвят. Различно оформление имат пътни знаци Г18 и Г20.
Пътните знаци със задължителни предписания имат следните изображения и наименования:
| Номер на знака | Изображение | Название | Пояснение |
| -------------- | ----------- | --- | --- |
| Г1             |             | Движение само направо след знака                                                                               | Задълженията, въведени с пътни знаци от Г1 до Г8, не се отнасят за пътни превозни средства, които извършват обществен превоз на пътници по утвърден от съответните власти маршрут.                                                                |
| Г2             |             | Движение само надясно след знака                                                                               | |
| Г3             |             | Движение само наляво след знака                                                                                | |
| Г4             |             | Движение само направо или надясно след знака                                                                   | |
| Г5             |             | Движение само направо или наляво след знака                                                                    | |
| Г6             |             | Движение само надясно или наляво след знака                                                                    | |
| Г7             |             | Движение само надясно пред знака                                                                               | |
| Г8             |             | Движение само наляво пред знака                                                                                | |
| Г9             |             | Преминаване отдясно на знака                                                                                   | |
| Г10            |             | Преминаване отляво на знака                                                                                    | |
| Г11            |             | Преминаване отдясно или отляво на знака                                                                        | Пътен знак Г11 се поставя пред препятствие на пътя, когато водачите могат да заобиколят препятствието отдясно или отляво, за да продължат движението си.                                                                                          |
| Г12            |             | Кръгово движение                                                                                               | След пътен знак Г12 движението се извършва само в указаната от стрелките посока. |
| Г13            |             | Пътна лента или платно за движение само на превозни средства от редовните линии за обществен превоз на пътници | Пътни знаци от Г13 до Г16 указват, че пътят, в началото на който са поставени, се ползва само от участници в движението, чиито символи са изобразени върху съответния пътен знак, и е забранен за използване от останалите участници в движението |
| Г14            |             | Задължителен път само за велосипедисти                                                                         | |
| Г15            |             | Задължителен път само за пешеходци                                                                             | |
| Г16            |             | Задължителен път само за пешеходци и велосипедисти                                                             | |
| Г17            |             | Задължителна минимална скорост                                                                                 | След пътен знак Г17 водачите са длъжни да се движат със скорост не по-ниска от указаната в знака, освен в случаите, когато това противоречи на разпоредбите на чл. 20, ал. 2 от Закона за движението по пътищата.                                 |
| Г18            |             | Край на задължителната минимална скорост                                                                       | Пътен знак Г18 има червена лента, разположена диаметрално от горния десен към долния ляв квадрант. |
| Г19            |             | Задължителни вериги за сняг най-малко на две от двигателните колела                                            | Изображението на знака е променено с ДВ бр.18/2004 г. |
| Г20            |             | Задължителна посока за движение на пътни превозни средства, превозващи опасни товари                           | Пътен знак Г20 има формата на правоъгълник с бял фон, върху който е изобразен символът от пътен знак В13, а под него – пътен знак Г1, Г2 или Г3.                                                                                                  |

Пътните знаци със задължителни предписания се поставят непосредствено пред местата, за които се отнася конкретното задължение.

### Група „Д“ – Пътни знаци със специални предписания
Пътните знаци със специални предписания имат формата на квадрат или правоъгълник. Цветът на символите и надписите е бял при зелен или син фон и черен – при бял фон. Фонът на пътни знаци от Д15 до Д24 е син.
Пътните знаци със специални предписания имат следните изображения и наименования:
| Номер на знака | Изображение | Название                                                                    | Пояснение |
| -------------- | ----------- | --------------------------------------------------------------------------- | --- |
| Д1             |             | Брой на пътните ленти и посоки за движение по тях                           | Фонът на пътен знак Д1 е: а) зелен – за автомагистрали; б) син – за пътища извън населените места; в) бял – за пътища в населените места. Пътен знак Д1 се поставя на път с две и повече пътни ленти за движение ведна посока. Зоната на действие на знака е до следващото кръстовище. Изображението на знак Д1 отговаря на следните изисквания: 1. броят на стрелките в знака трябва да отговаря на броя на лентите за движение. В знака могат да бъдат указани и пътни ленти, предназначени за насрещното движение; 2. върху стрелките за съответните ленти могат да бъдат изобразени с пътни знациконкретни предупреждения за опасности, забрани, ограничения или задължения; 3. стрелка, върху която е изобразен пътен знак Г13, определя лента, предназначена задвижение само на превозни средства от редовните линии за обществен превоз на пътници |
| Д2             |             | Допълнителна пътна лента за бавнодвижещи се пътни превозни средства         | Фонът на пътен знак Д2 е: а) зелен – за автомагистрали; б) син – за пътища извън населените места; в) бял – за пътища в населените места. Изображението на знака е променено с ДВ бр.13/2015 г. |
| Д3             |             | Указател за предварително престрояване                                      | Фонът на пътен знак Д3 е: а) син – за пътища извън населените места; б) бял – за пътища в населените места. |
| Д4             |             | Еднопосочно движение след знака                                             | Зоната на действие на знака е до следващото кръстовище. |
| Д5             |             | Автомагистрала                                                              | |
| Д6             |             | Край на автомагистралата                                                    | |
| Д7             |             | Автомобилен път                                                             | |
| Д7а            |             | Скоростен път                                                               | Знакът е въведен с ДВ бр.13/2015 г. |
| Д8             |             | Край на автомобилния път                                                    | |
| Д8а            |             | Край на скоростния път                                                      | Знакът е въведен с ДВ бр.13/2015 г. |
| Д9             |             | Тунел                                                                       | Фонът на пътен знак Д9 е зелен за автомагистрали и син – за всички останали пътища. В долната част може да се укажат допълнително името и дължината на тунела. |
| Д10            |             | Край на тунела                                                              | Фонът на пътен знак Д10 е зелен за автомагистрали и син – за всички останали пътища. |
| Д11            |             | Начало на населено място                                                    | Ограничението на скоростта, въведено с пътен знак В26, поставен заедно с пътен знак Д11, важи за цялата територия на населеното място, освен ако с други пътни знаци е указано друго. Противоречие: Поставянето на допълнителни символи, като герб на населеното място или други изображения, не са регламентирани в Правилника за приложение на закона или в Наредбата към него , но е масова практика в България. |
| Д12            |             | Край на населено място                                                      | Пътен знак Д12 може да се поставя в лявата страна на пътя, когато е поставен на обратната страна на пътен знак Д11. |
| Д13            |             | Начало на зоната на действие на изобразения пътен знак                      | Пътен знак Д13 се поставя на входовете и изходите на територията, на която е валидно действието на изобразения пътен знак. В долната част могат да се дадат допълнителни указания за конкретни участници в движението, за конкретно време и други. |
| Д14            |             | Край на зоната на действие на изобразения пътен знак                        | Знакът има черна лента, диагонално разположена от горния десен към долния ляв ъгъл. Пътен знак Д14 се поставя на входовете и изходите на територията, на която е валидно действието на изобразения пътен знак. В долната част на пътен знак Д14 могат да се дадат допълнителни указания за конкретни участници в движението, за конкретно време и други. |
| Д15            |             | Начало на жилищна зона                                                      | С пътни знаци Д15 „Начало на жилищна зона“ и Д16 „Край на жилищна зона“ се сигнализират съответно входовете и изходите на специално устроена зона в населено място и селищно образувание, чиито специални правила за движение са определени в раздел XIV от глава втора от ЗДвП. |
| Д16            |             | Край на жилищната зона                                                      | Знакът има червена лента, диагонално разположена от горния десен към долния ляв ъгъл. |
| Д17            |             | Пешеходна пътека                                                            | Пътен знак Д17 се поставя на място, където платното за движение е предназначено за пресичане от пешеходци. Знакът се поставя от двете страни на пътя по посока на движението. |
| Д18            |             | Болница                                                                     | Пътен знак Д18 указва на водачите на пътни превозни средства необходимостта от вземане на предпазни мерки във връзка с близост до болница или друго лечебно заведение и в частност – мерки за ограничаване на шума. |
| Д19            |             | Паркинг                                                                     | В долната част на пътни знаци Д19 и Д20 или с допълнителни табели може да бъдат указани: времето, в което паркирането е разрешено, или времетраенето, до което то се ограничава; посоката и разстоянието до паркинга; видът на пътните превозни средства, за които той е предназначен, и начинът на паркиране. |
| Д20            |             | Платен паркинг                                                              | |
| Д21            |             | Място за паркиране на пътни превозни средства, обслужващи хора с увреждания | Пътен знак Д21 указва мястото или местата, определени за паркиране на пътни превозни средства, обслужващи хора с увреждания. До 2015 г. наименованието на този пътен знак е „Инвалид“. |
| Д22            |             | Трамвайна спирка                                                            | Пътни знаци Д22, Д23 и Д24 указват началото на спирка на превозните средства от редовните линии за обществен превоз на пътници. Когато тя не е оформена със специално уширение на пътното платно, краят ѝ се определя от края на пътна маркировка М14, или ако няма такава – където е последният указател с номерата на линиите и разписанието им, или на 50 метра след знака. |
| Д23            |             | Тролейбусна спирка                                                          | |
| Д24            |             | Автобусна спирка                                                            | |
| Д25            |             | За използването на пътя се изисква платена винетна такса                    | Знакът е въведен с ДВ, бр. 109 от 2004 г. |
| Д25.1          |             | За използването на пътя се изисква платена винетна или ТОЛ такса            | Знакът е въведен с ДВ, бр. 13 / 2020 г. |
| Д25.2          |             | За използването на пътя се изисква платена ТОЛ такса                        | Знакът е въведен с ДВ, бр. 13 / 2020 г. |
| Д26            |             | Място за паркиране на електрически превозни средства за зареждане.          | Знакът е въведен с ДВ, бр. 13 / 2020 г. |

### Група „Е“ – Пътни знаци, даващи допълнителна информация
Пътните знаци, даващи допълнителна информация, имат формата на правоъгълник със зелен фон за автомагистрали и със син – за пътищата в населени и извън населени места, и бяло поле, в което се изобразяват съответните символи и/или надписи в черен цвят. С бели надписи и символи в долния край на знаците може да се укаже разстояние, посока, време и др. Различно оформление имат пътни знаци Е1, Е2, Е20, Е22 и Е23.
Пътните знаци, даващи допълнителна информация, имат следните наименования и изображения:
| Номер на знака | Изображение | Название                                                        | Пояснение |
| -------------- | ----------- | --------------------------------------------------------------- | --- |
| Е1             |             | Медицински пункт                                                | |
| Е2             |             | Болница със звено за спешна медицинска помощ                    | Пътен знак Е2 има син фон с бял символ, а под него – бяло поле със символ в червен цвят. |
| Е3             |             | Полиция                                                         | |
| Е4             |             | Телефон                                                         | |
| Е5             |             | Автосервиз                                                      | |
| Е6             |             | Автомивка                                                       | |
| Е7             |             | Бензиностанция                                                  | |
| Е8             |             | Информационно бюро за туристи                                   | |
| Е9             |             | Хотел или мотел                                                 | |
| Е10            |             | Ресторант                                                       | |
| Е11            |             | Кафене                                                          | |
| Е12            |             | Къмпинг за палатки                                              | |
| Е13            |             | Къмпинг за туристически ремаркета                               | |
| Е14            |             | Къмпинг за палатки и туристически ремаркета                     | |
| Е15            |             | Туристическа база                                               | |
| Е16            |             | Място за отдих                                                  | |
| Е17            |             | Начало на пешеходен маршрут                                     | |
| Е18            |             | Вода за пиене                                                   | |
| Е19            |             | Тоалетна                                                        | |
| Е20            |             | Такси                                                           | Пътен знак Е20 има син фон и бял надпис. Той указва мястото, предназначено за престой на таксиметрови превозни средства. |
| Е21            |             | Пешеходен подлез или надлез                                     | |
| Е22            |             | Допустими максимални скорости на движение                       | Изображението на знака е променено с ДВ бр.13/2015 г. |
| Е23            |             | Проходът е отворен или затворен за движение                     | Пътен знак Е23 информира за възможностите за ползване и условията за движение по пътен участък, преминаващ през планински проход, и се поставя в началото на пътния участък, който преминава през планинския проход. Знакът има син фон. В горния му край се поставя надпис с бял цвят с наименованието на прохода. Надписите на табелите се повтарят на френски език, а наименованието на населеното място – с латински букви. В трите правоъгълни бели полета, разположени едно под друго, се поставят табели, които имат фон и съдържание, както следва: 1. в поле 1 при отворен проход – табела със зелен фон и надпис „ОТВОРЕН“, а при затворен проход – с червен фон и надпис „ЗАТВОРЕН“, като надписите са с бял цвят; 2. в поле 2 при отворен проход – табела с бял фон и в зависимост от състоянието на пътя – без надпис или с изображението на пътен знак Г19, а при затворен проход – табела с бял фон, върху която може да има надпис с черен цвят „ПЪТЯТ Е ОТВОРЕН ДО“; 3. в поле 3 при отворен проход – табела с бял фон без надпис, а при затворен проход – табела с бял фон, върху която може да има надпис с черен цвят с наименованието на населеното място, докъдето е възможно ползването на пътя. |
| Е24            |             | Контрол с автоматизирани технически средства или системи        | Пътен знак Е24 информира за място или участък на пътя, на които се осъществява контрол по спазване на правилата за движение чрез стационарни или нестационарни автоматизирани технически средства или системи. Знакът е въведен с ДВ бр.13/2015 г. |
| Е25            |             | Зарядна станция за зареждане на електрически превозни средства. | Нов – ДВ, бр. 13 от 2020 г. |
| Е26            |             | Зарядна станция за зареждане с водород.                         | Нов – ДВ, бр. 13 от 2020 г. |

### Група „Ж“ – Пътни знаци за указване на направления, посоки, обекти и други
Пътните знаци за направления, посоки, обекти и други имат форма на квадрат или правоъгълник. Те имат следните изображения и наименования:
| Номер на знака | Изображение | Название                                                                                | Пояснение |
| -------------- | ----------- | --------------------------------------------------------------------------------------- | --- |
| Ж1             |             | Предварителен указател                                                                  | Пътен знак Ж1 дава предварителна информация за наименованията и посоките към населени места или други обекти и за номера на пътя, по който се достига до тях. В знака не се посочват данни за разстоянията до указаните цели. В него се изобразява схематичнокръстовището или пътният възел. Информацията може да се допълни чрез включване наизображения на други пътни знаци, указващи особеностите на маршрута, условията или режима на движение в указаната посока. Знакът се поставя преди кръстовища или пътни възли. Той може да бъде повторен при необходимост. Разстоянието до кръстовището или пътния възел се указва в долния край на знака. Фонът на пътните знаци Ж1 и Ж2 е зелен за автомагистрали, син – за пътища извън населени места и бял – за пътища в населени места. |
| Ж2             |             | Предварително указване на посока към населено място или обект                           | Когато пътни знаци Ж1 и Ж2 указват цели, до които се достига по път, различен по вид от този, на който са поставени, наименованията на обектите се поставят в правоъгълни полета с цвят, съответстващ на вида на пътя, по който се достигат указаните цели. В пътен знак Ж2 може да се посочи номерът на пътя, по който се достига дадено населено място или обект. В него не се посочват данни за разстоянията до указаните цели. Пътен знак Ж2 се поставя преди кръстовища или пътни възли, над пътната лента, предназначена за движение в посоката, указана в знака. |
| Ж3             |             | Предварителен указател за отклоняване на движението                                     | Фонът на пътни знаци Ж3, Ж4 и Ж5 е бял. |
| Ж4             |             | Предварителен указател за завиване                                                      | Пътен знак Ж4 указва начина за продължаване на движението в определена посока в случаите, когато поради забрана за извършване на маневра се налага заобикаляне на жилищни квартали, зелени площи и др. |
| Ж5             |             | Предварителен указател за посоката на движение на означения вид пътни превозни средства | Под символа на вида пътно превозно средство в пътен знак Ж5 може да бъде указанаи максимално допустимата му маса. |
| Ж6             |             | Указателна табела                                                                       | Фонът на пътен знак Ж6 е зелен за автомагистрали, син – за пътища извън населени места и бял – за пътища в населени места. Когато пътен знаци Ж6 указва цели, до които се достига по път, различен по вид от този, на който е поставен, наименованията на обектите се поставят в правоъгълни полета с цвят, съответстващ на вида на пътя, по който се достигат указаните цели. Пътен знак Ж6 указва наименованията на населени места или обекти, номера на пътя, посоките и разстоянията до тях в километри. В зависимост от броя на указаните посоки пътен знак Ж6 може да има до 3 полета, разположени едно под друго. Разстоянията се указват след надписите. Знакът се поставя непосредствено пред кръстовище. Той може да се използва и като предварителен указател. В този случай в него не се посочват разстоянията до указаните цели, а на допълнителна табела Т1, поставена под знака, се указва разстоянието до кръстовището. Пътен знак Ж6 не се използва на автомагистрали. |
| Ж7             |             | Указателна стрелка                                                                      | Пътен знак Ж7 се използва за указване посоката на движение към населени места и други обекти. Той съдържа номера на пътя и разстоянието до обекта, като: разстоянието се изписва откъм върха на стрелката, наименованието – в средата, а номерът на пътя – съответно преди или след него. Знакът се поставя непосредствено на изходите на кръстовищата или на отклоненията при пътни възли и може да бъде повторен в лявата страна на пътя, в разделителната ивица или на остров върху платното за движение. Фонът на знака е с цвят, съответстващ на вида на пътя, по който се достига указаната цел. |
| Ж8             |             | Посока към ферибот                                                                      | Фонът на пътен знак Ж8 е бял. |
| Ж9             |             | Място за завиване в обратна посока                                                      | Пътен знак Ж9 указва специално устроени места за завиване в обратна посока извън кръстовища. Фонът на знака е син. |
| Ж10            |             | Потвърждаване на посоката към населено място                                            | В пътен знак Ж10 може да се посочват до 3 наименования на населените места и разстоянията до тях. Знакът се поставя след пътни възли и кръстовища. |
| Ж11            |             | Наименование на обект                                                                   | Фонът на пътните знаци Ж10 и Ж11 е зелен за автомагистрали, син – за пътища извън населени места и бял – за пътища в населени места. |
| Ж12            |             | Пресичаният път е без изход                                                             | Фонът на пътните знаци Ж12 и Ж13 е син. |
| Ж13            |             | Път без изход                                                                           | |
| Ж14            |             | Начало на пътна лента                                                                   | Фонът на пътните знаци Ж14 и Ж15 е зелен за автомагистрали, син – за пътища извън населени места и бял – за пътища в населени места. |
| Ж15            |             | Край на пътна лента                                                                     | |
| Ж16            |             | Преминаване в платното за насрещно движение                                             | Фонът на пътен знак Ж16 е бял. Символът на знака е в черен и червен цвят. |
| Ж18            |             | Пътна лента със съоръжение за аварийно спиране                                          | Фонът на пътен знак Ж18 е син. Символът на знака е в бял и червен цвят. |
| Ж19            |             | Препоръчителна скорост                                                                  | Фонът на пътен знак Ж19 е син. |
| Ж20.1          |             | Номер на автомагистралата по националната класификация                                  | Фонът на пътен знак Ж20.1 е зелен. |
| Ж20.2          |             | Номер на пътя по националната класификация                                              | Фонът на пътен знак Ж20.2 е син. |
| Ж20 и Ж21      |             | Съчетание от Ж20 и Ж21                                                                  | |
| Ж21            |             | Номер на пътя по международната класификация                                            | Фонът на пътен знак Ж21 е зелен. |
| Ж22            |             | Километричен знак                                                                       | Фонът на пътен знак Ж22 е зелен за автомагистрали и син – за пътища извън населени места. |

При поставяне на едно място на няколко указателни пътни знака с различен фон, както и когато в един пътен знак са указани няколко цели за една посока в полета с различни цветове, те се подреждат според цвета от горе надолу, както следва: зелен, син, бял цвят.
Цветът на символите и надписите е бял – при зелен или син фон, и черен – при бял или жълт фон. Изображенията в пътни знаци Ж1, Ж3, Ж4, Ж12, Ж14, Ж15, Ж16 и Ж18 съответстват на конфигурацията на конкретната пътна обстановка.
Когато се използват за въвежданена временна организация и безопасност на движението, пътните знаци Ж3, Ж4, Ж5, Ж7, Ж14,Ж15 и Ж16 са с жълт фон.
Наименованията на целите, указани в пътни знаци Ж1, Ж2, Ж6 и Ж10, се подреждатот горе надолу по реда на достигането им.

### Група „Т“ – Допълнителни табели
| Номер на знака | Изображение | Название                                                                 | Пояснение                   |
| -------------- | ----------- | ------------------------------------------------------------------------ | --------------------------- |
| Т1             |             | Разстояние до                                                            |                             |
| Т2             |             | Дължина на                                                               |                             |
| Т3             |             | Начало на зоната на действие на пътни знаци В27 и В28                    |                             |
| Т4             |             | Продължаване зоната на действие на пътни знаци В27 и В28                 |                             |
| Т5             |             | Край на зоната на действие на пътни знаци В27 и В28                      |                             |
| Т6             |             | Пътно превозно средство, за което се отнася действието на пътния знак    |                             |
| Т7             |             | Пътно превозно средство, за което не се отнася действието на пътния знак |                             |
| Т8             |             | Разстояние до пътен знак Б2                                              |                             |
| Т9             |             | Стрелка                                                                  |                             |
| Т10            |             | Време на действие на пътния знак                                         |                             |
| Т11            |             | Посока към обект                                                         |                             |
| Т12            |             | Начин на паркиране на пътните превозни средства                          |                             |
| Т13            |             | Направление на пътя с предимство в кръстовището                          |                             |
| Т14.1          |             | При сняг и зимни условия                                                 |                             |
| Т14.2          |             | При дъжд и мокра настилка                                                | Въведен с ДВ бр. 13/2020 г. |
| Т15            |             | Работни дни                                                              |                             |
| Т16            |             | Неработни дни                                                            |                             |
| Т17            |             | Табела с текст                                                           |                             |
| Т18.1          |             | Принудително отстраняване на ППС                                         | Въведен с ДВ бр. 13/2020 г. |
| Т18.2          |             | Поставяне на ограничителни средства                                      | Въведен с ДВ бр. 13/2020 г. |

## Отменени пътни знаци
| Номер на знака | Изображение | Название                                          | Пояснение                           |
| -------------- | ----------- | ------------------------------------------------- | ----------------------------------- |
| Е7.2           |             | Бензиностанция, която предлага и безоловен бензин | Знакът е отменен с ДВ бр.13/2015 г. |
| Ж17            |             | Средна лента за изпреварване в указаната посока   | Знакът е отменен с ДВ бр.13/2015 г. |

## Куриозни факти
В периода 2001 – 2004 г. значението на пътен знак Г8 е било погрешно написано като „Движение само надясно пред знака“ в Наредба №18 публикувана в ДВ бр. 73/2001 г.
Грешката е поправена чак след 3 години в ДВ бр.18/2004 г.